# Hans Christian Hagedorn
Hans Christian Hagedorn (* 6. März 1888 in Kopenhagen; † 6. Oktober 1971 in Gentofte) war ein dänischer Pharmakologe und Diabetesforscher. Er war Mitentwickler der Hagedorn-Jensen-Methode zur Messung des Blutzuckers sowie des unter der Bezeichnung Neutral Protamine Hagedorn beziehungsweise NPH-Insulin verbreiteten ersten langwirkenden Insulinpräparats zur Behandlung des Diabetes mellitus und gilt als einer der herausragendsten dänischen Ärzte in der ersten Hälfte des 20. Jahrhunderts.

## Leben
Hans Christian Hagedorn wurde 1888 in Kopenhagen geboren und absolvierte an der dortigen Universität ein Studium der Medizin. Anschließend ging er an ein kleines Krankenhaus in Herning im Westen Dänemarks, wo er auch seine dort als Zahnärztin tätige Frau kennenlernte. Nachdem er sich in der Region als Allgemeinarzt niedergelassen hatte, entwickelte er zusammen mit dem ortsansässigen Apotheker Birger Norman Jensen eine einfache Methode zur Bestimmung des Blutzuckers, die nach ihrer Veröffentlichung im Jahr 1918 aufgrund ihrer Zuverlässigkeit und einfachen Durchführung rund vier Jahrzehnte lang weitreichende Verbreitung fand und unter der Bezeichnung Hagedorn-Jensen-Methode bekannt wurde.
Kurz nach der Spanischen Grippe wechselte er an ein Krankenhaus in Kopenhagen, wo er 1921 über die Regulation des Blutzuckerspiegels promovierte. Durch die Verteidigung seiner Doktorarbeit lernte er August Krogh kennen, der 1920 den Nobelpreis für Physiologie oder Medizin erhalten hatte und dessen Frau an Diabetes mellitus erkrankt war. Während einer Vortragsreise durch Kanada im Jahr 1922 erfuhr Krogh von den Ergebnissen der ersten klinischen Anwendungen des Hormons Insulin, das Frederick Banting und Charles Best kurze Zeit zuvor entdeckt hatten, und erhielt die Genehmigung zur Herstellung von Insulin in Dänemark. Hagedorn gründete zu diesem Zweck das Nordisk Insulin Laboratorium und entwickelte später aus Protamin und Schweine-Insulin das erste langwirkende Insulinpräparat, das unter der Bezeichnung Neutral Protamine Hagedorn beziehungsweise NPH-Insulin noch immer zu den am häufigsten angewendeten Insulinen zählt. 1932 entstand darüber hinaus das Steno Memorial Hospital in Kopenhagen, das als Forschungskrankenhaus des Nordisk Insulin Laboratoriums fungierte und das Hagedorn 26 Jahre lang als Chefarzt leitete. Als zwischenzeitlich Engpässe bei der Verfügbarkeit von Bauchspeicheldrüsen aus Schlachttieren zur Insulingewinnung auftraten, untersuchte er die Eignung der bis zu 50 Kilogramm schweren Pankreata von Walen. Ihm gelang dabei die Isolierung von Wal-Insulin an Bord eines Walfangschiffes, das Verfahren erwies sich jedoch als zu teuer für eine praktische Anwendung.
Während des Zweiten Weltkrieges verweigerte er jede Zusammenarbeit mit der deutschen Besatzungsmacht. Eine von ihm verlangte Anfrage durch das Deutsche Rote Kreuz, die er als Voraussetzung für eine Lieferung von Insulin nach Deutschland ansah, erfolgte zu keinem Zeitpunkt. Hagedorn erkrankte später selbst an Diabetes und starb 1971 in Gentofte an den Folgen einer langjährigen Parkinson-Erkrankung.

## Auszeichnungen und Würdigung
Hans Christian Hagedorn erhielt 1938 von der Universität Oslo und 1954 von der Universität Göteborg die Ehrendoktorwürde. Er starb kurz vor der im Rahmen einer Festveranstaltung anlässlich des 50. Jahrestages der Entdeckung des Insulins geplanten Verleihung eines Ehrendoktortitels durch die University of Toronto. Von der American Diabetes Association erhielt er 1946 mit der Banting-Medaille ihre höchste Auszeichnung. Die European Association for the Study of Diabetes (EASD) ernannte ihn 1965 zu ihrem Ehrenmitglied.
Nach ihm benannt sind unter anderem das Hagedorn-Forschungszentrum in Gentofte, ein von Novo Nordisk gestifteter und seit 2002 von der Deutschen Diabetes-Gesellschaft verliehener Forschungsförderungspreis sowie eine seit 2009 bestehende und ebenfalls von Novo Nordisk geförderte Stiftungsprofessur an der Technischen Universität Dresden.